# Jean-Laurent Hasse
Jean-Laurent Hasse (1849-1925) est un architecte belge.

## Biographie
Avec Charles Étienne Soubre, il est architecte officiel de l'Exposition universelle de 1905 tenue dans le parc de la Boverie à Liège et notamment du Palais des beaux-arts.
Franc-maçon et pacifiste, il est grand maître adjoint du Grand Orient de Belgique et participe au congrès du Bureau international des relations maçonniques qui se déroule à Bruxelles en août 1901, où il fait plusieurs propositions pour promouvoir la paix internationale et notamment celle d'une fête de la paix organisée dans le monde entier.